# Hydrovatus opacus
Hydrovatus opacus är en skalbaggsart som beskrevs av Sharp 1882. Hydrovatus opacus ingår i släktet Hydrovatus och familjen dykare. Inga underarter finns listade i Catalogue of Life.

## Bildgalleri

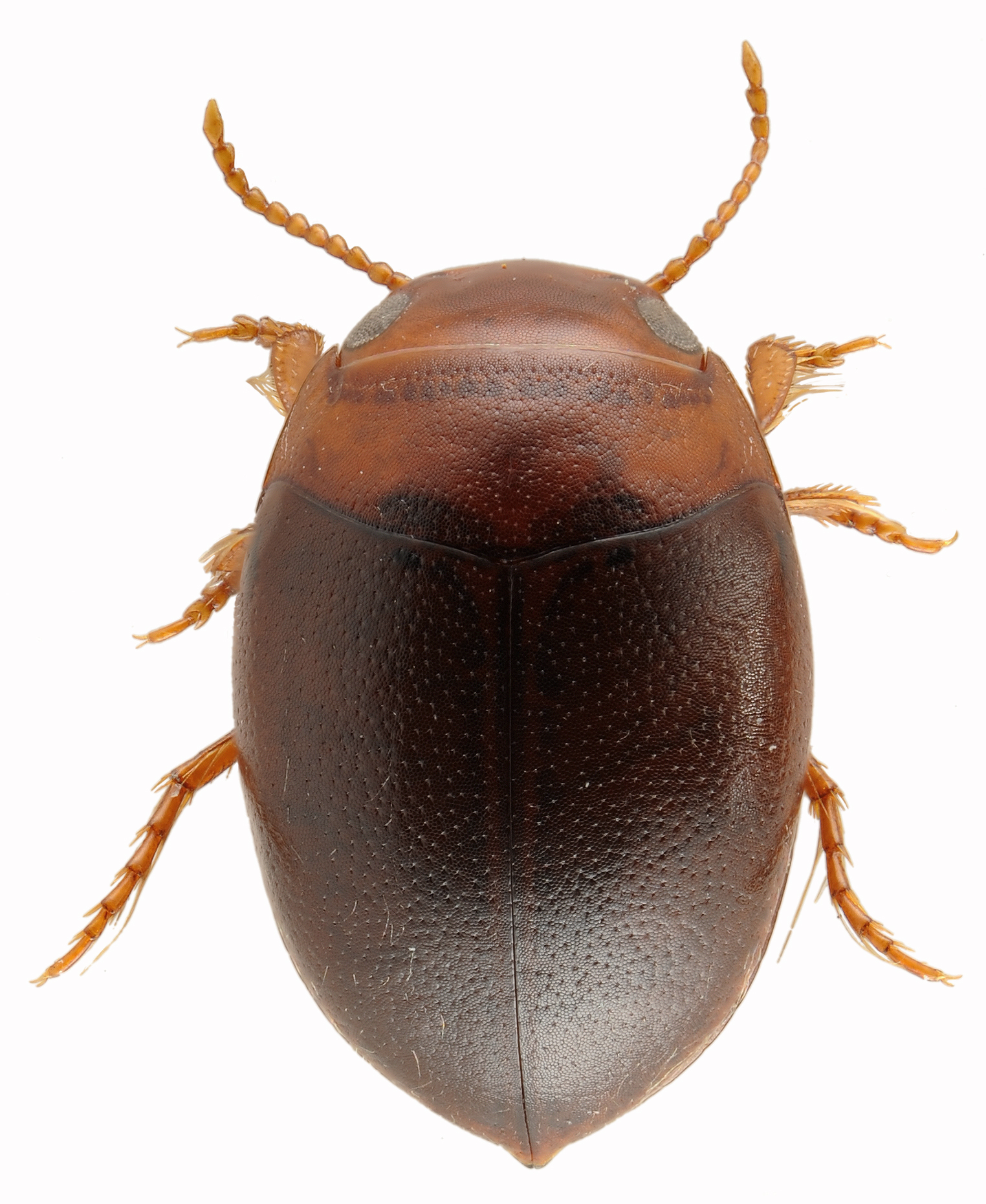